# TrusQ
TrusQ is een samenwerkingsverband van Nederlandse en Belgische veevoerproducenten, op het gebied van voedselveiligheid. Het samenwerkingsverband is in 2003 ontstaan en heeft als doel via een systematische screening van leveranciers en grondstoffen de risico’s op vermenging van ongewenste bestanddelen, zoals dioxine, in diervoeders te verminderen. TrusQ is ontstaan omdat de deelnemende fabrikanten het systeem van GMP+ niet vergenoeg vonden gaan om risico’s op vermenging van ongewenste bestanddelen met diervoeders te verminderen. Sinds 2005 heeft TrusQ een samenwerkingsverband met de Nederlandse Voedsel- en Warenautoriteit (VWA). De VWA heeft hiermee toegang gekregen tot een deel van de TrusQ-informatie en er wordt informatie uitgewisseld ten tijde van incidenten en crises. Ook wordt er gewerkt aan een systeem waar de VWA toezicht uitoefent op de controles van TrusQ. 

## Werkwijze
TrusQ werkt met een "stoplichtsysteem", dat wil zeggen met de kleuren rood, oranje en groen. De kleuren worden aan een bepaalde producent per grondstof toebedeeld. Rood houdt in dat een bepaalde grondstof niet mag worden aangekocht van die leverancier. Oranje betekent dat de producent voor die grondstof bezig is om aan de eisen van TrusQ te voldoen. Groen houdt in dat de grondstof van een bepaalde leverancier veilig kan worden gebruikt voor de verwerking in veevoer. 
Grondstoffen en leveranciers worden continu gecontroleerd door TrusQ, zodat als er iets mis is meteen de status van de leverancier voor een bepaalde grondstof kan worden veranderd.

## Leden van TrusQ
De volgende veevoerproducenten inclusief dochterondernemingen zijn aangesloten bij TrusQ.
- Agrifirm
- Cehave Landbouwbelang
- de Heus
- ForFarmers
- Hendrix UTD
- Rijnvallei
- Versele-Laga Quartes